# Шантаракшита
Шантаракши́та (IAST Śāntarakṣita, деванагари शान्तरक्षित, тиб. ཞི་བ་ཚོ, вайли zhi ba tsho; ок. 705 — 762/ок. 765/ок. 767 или ок. 779) — буддийский философ и проповедник, настоятель монастыря Наланда в Индии, долгое время работавший в Тибете. В середине VIII века тибетский царь Тисонг Децэн пригласил Шантаракшиту как одного из крупнейших буддийских учёных для проповедей мадхъямаки и йогачары. За свои труды по распространению буддизма в Тибете Шантаракшита получил почётный титул «Ачарья-бодхисаттва», то есть, «Бодхисаттва-Учитель».
Шантаракшита основал первые тибетские буддийские монастыри, прежде всего монастырь Самье поблизости от Лхасы. Он также впервые постриг в монахи несколько тибетцев из знатных кланов (в соответствии с правилами винаи муласарвастивадинов).
Шантаракшита организовал также массовый и квалифицированный перевод на тибетский язык индийских буддийских сочинений (под его руководством работала группа переводчиков-тибетцев, которые стали называться "лоцзавы").
Однако классическая Махаяна, представителем которой был Шантаракшита, с трудом воспринималась в то время неискушёнными в философских и этических тонкостях тибетцами, бывшими тогда народом воинственным и неукротимым. К тому же бонские жрецы и шаманы чинили распространению буддизма различные препятствия, ссылаясь на волю богов и демонов Тибета. Поэтому Шантаракшита посоветовал Тисонгу Децэну пригласить в Тибет тантрического йогина и чудотворца Падмасамбхаву (санскр. - «Лотосорождённого») из одной из индийских стран -  Уддияны.
Шантаракшита и Падмасамбхава считаются основателями первой буддийской школы Тибета — ньингма, которая называется также "Школой старых переводов".

## Переводы на русский язык
- Шантаракшита. Мадхьямака-аламкара. Украшение срединности. — пер. с тиб. А. Кугявичуса, научн. и общ. ред. А. Терентьева // М. : Фонд «Сохраним Тибет», 2014. Серия: Наланда. ISBN 978-5-905792-13-7